# 35. Berlini Nemzetközi Filmfesztivál
A 35. Berlini Nemzetközi Filmfesztivál 1985. február 15. és 26. között került megrendezésre. Az Arany Medve díjat David Hare filmje, a Wetherby és Rainer Simon filmje, Az asszony és az idegen nyerte. A fesztivál retrospektív programját az áttörő speciális effekteket használó filmeknek szentelték.

## Zsűri
Az alábbi emberek voltak a fesztivál zsűrijének tagjai:
- Jean Marais, francia színész - Zsűrielnök
- Max von Sydow, svéd színész
- Alberto Sordi, olasz színész és filmkészítő
- Regimantas Adomaitis, szovjet színész
- Sheila Benson, amerikai újságíró és filmkritikus
- Wolfgang Kohlhaase, kelet-német író
- Onat Kutlar, török költő, esszéíró és forgatókönyvíró
- Luis Megino, spanyol író és producer
- Ingrid Scheib-Rothbart, a Goethe-Institut of New York nyugat-német vezetője
- Chris Sievernich, nyugat-német producer
- Szabó István, magyar filmkészítő

## A fesztivál programja

### Versenyben lévő filmek
Az alábbi filmek voltak versenyben az Arany Medve- és az Ezüst Medve-díjakért:
| Magyar cím                   | Eredeti cím                | Rendező                                          | Ország                    |
| ---------------------------- | -------------------------- | ------------------------------------------------ | ------------------------- |
| 1919                         | 1919                       | Hugh Brody                                       | Egyesült Királyság        |
| After Darkness               | After Darkness             | Sergio Guerraz, Dominique Othenin-Girard         | Svájc                     |
| A gyermekek                  | Les enfants                | Marguerite Duras, Jean Mascolo, Jean-Marc Turine | Franciaország             |
| Contar hasta diez            | Contar hasta diez          | Oscar Barney Finn                                | Argentína                 |
| Daengbyeot                   | Daengbyeot                 | Hah Myung-joong                                  | Dél-Korea                 |
| Nyakunkon a veszély          | Péril en la demeure        | Michel Deville                                   | Franciaország             |
| Der Tod des weißen Pferdes   | Der Tod des weißen Pferdes | Christian Ziewer                                 | Nyugat-Németország        |
| A fehér párduc ivadékai      | Ак илбирстин тукуму        | Tolomush Okeyev                                  | Szovjetunió               |
| Szirmok, virágok, koszorúk   | Szirmok, virágok, koszorúk | Lugossy László                                   | Magyarország              |
| Szívrablók                   | Heartbreakers              | Bobby Roth                                       | Amerikai Egyesült Államok |
| Üdvözlégy, Mária!            | Je vous salue, Marie       | Jean-Luc Godard                                  | Franciaország             |
| Bakaélet                     | Λούφα και Παραλλαγή        | Nikos Perakis                                    | Görögország               |
| Morenga                      | Morenga                    | Egon Günther                                     | Nyugat-Németország        |
| Mrs. Soffel - Börtönszerelem | Mrs. Soffel                | Gillian Armstrong                                | Amerikai Egyesült Államok |
| Noc smaragdového měsíce      | Noc smaragdového měsíce    | Václav Matějka                                   | Csehszlovákia             |
| Pehlivan                     | Pehlivan                   | Zeki Ökten                                       | Törökország               |
| Pizza Connection             | Pizza Connection           | Damiano Damiani                                  | Olaszország               |
| Hely a szívemben             | Places in the Heart        | Robert Benton                                    | Amerikai Egyesült Államok |
| Die Praxis der Liebe         | Die Praxis der Liebe       | Valie Export                                     | Nyugat-Németország        |
| Ronja, a rabló lánya         | Ronja Rövardotter          | Tage Danielsson                                  | Svédország                |
| Seburi Monogatari            | 瀬降り物語                 | Sadao Nakajima                                   | Japán                     |
| Stico                        | Stico                      | Jaime de Armiñán                                 | Spanyolország             |
| Wetherby                     | Wetherby                   | David Hare                                       | Egyesült Királyság        |
| Az asszony és az idegen      | Die Frau und der Fremde    | Rainer Simon                                     | Kelet-Németország         |
| Wrong World                  | Wrong World                | Ian Pringle                                      | Ausztrália                |

### Versényen kívül
- 2010 – A kapcsolat éve (2010: The Year We Make Contact) - Peter Hyams (Amerikai Egyesült Államok)
- Brazil - Terry Gilliam (Egyesült Királyság)
- Farmerek között (Country) - Richard Pearce (Amerikai Egyesült Államok)
- Die Grünstein-Variante - Bernhard Wicki (Nyugat-Németország)
- Niemanns Zeit – Ein deutscher Heimatfilm - Horst Kurnitzky, Marion Schmid (Nyugat-Németország)
- Niemanns Zeit – Ein deutscher Heimatfilm - Masaki Kobayashi (Japán)
- Yamaha yudang - Liang Zhang (Kína)

### Retrospektív
Az alábbi filmeket vetítették a "Special Effects" című retrospektív programban:
| Magyar cím | Eredeti cím | Rendező                                                | Ország                                        |
| --- | --- | ------------------------------------------------------ | --------------------------------------------- |
| Némó kapitány | 20,000 Leagues Under the Sea | Richard Fleischer                                      | Amerikai Egyesült Államok                     |
| Dr. Lao hét arca | 7 Faces of Dr. Lao | George Pal                                             | Amerikai Egyesült Államok                     |
| Szindbád hetedik utazása | The 7th Voyage of Sinbad | Nathan H. Juran                                        | Amerikai Egyesült Államok                     |
| Abbott és Costello találkozik a láthatatlan emberrel                                                                              | Abbott and Costello Meet the Invisible Man                                                                                        | Charles Lamont                                         | Amerikai Egyesült Államok                     |
| Münchhausen | Münchhausen | Josef von Báky                                         | Németország                                   |
| Immer wieder Glück | Immer wieder Glück | Ferdinand Diehl                                        | Nyugat-Németország                            |
| Égi posta | Air Mail | John Ford                                              | Amerikai Egyesült Államok                     |
| A nyolcadik utas: a Halál | Alien | Ridley Scott                                           | Amerikai Egyesült Államok, Egyesült Királyság |
| A szép és a szörnyeteg | La Belle et la Bête | Jean Cocteau                                           | Franciaország                                 |
| Madarak | The Birds | Alfred Hitchcock                                       | Amerikai Egyesült Államok                     |
| Vidám kisértet | Blithe Spirit | David Lean                                             | Egyesült Királyság                            |
| Szinbád kapitány | Captain Sindbad | Byron Haskin                                           | Amerikai Egyesült Államok, Nyugat-Németország |
| Aranypolgár | Citizen Kane | Orson Welles                                           | Amerikai Egyesült Államok                     |
| Harmadik típusú találkozások | Close Encounters of the Third Kind                                                                                                | Steven Spielberg                                       | Amerikai Egyesült Államok                     |
| A kertész és a kis emberkék | Darby O'Gill and the Little People                                                                                                | Robert Stevenson                                       | Amerikai Egyesült Államok                     |
| A tengeralattjáró | Das Boot | Wolfgang Petersen                                      | Nyugat-Németország                            |
| Irány Hold! | Destination Moon | Irving Pichel                                          | Amerikai Egyesült Államok                     |
| Az ördög babái | The Devil-Doll | Tod Browning                                           | Amerikai Egyesült Államok                     |
| Star Wars V. rész – A Birodalom visszavág                                                                                         | The Empire Strikes Back | Irvin Kershner                                         | Amerikai Egyesült Államok                     |
| A világ vége | La fin du monde | Abel Gance                                             | Franciaország                                 |
| Radírfej | Eraserhead | David Lynch                                            | Amerikai Egyesült Államok                     |
| Az ördögűző | The Exorcist | William Friedkin                                       | Amerikai Egyesült Államok                     |
| Münchhausen báró | Baron Prášil | Karel Zeman                                            | Csehszlovákia                                 |
| Tiltott bolygó | Forbidden Planet | Fred McLeod Wilcox                                     | Amerikai Egyesült Államok                     |
| Georges Méliès – short films from the years 1896 to 1912                                                                          | Georges Méliès – short films from the years 1896 to 1912                                                                          | Georges Méliès                                         | Franciaország                                 |
| Godzilla | ゴジラ | Ishirō Honda                                           | Japán                                         |
| Aranykulcsocska | Zolotoy Klyuchik | Aleksandr Ptushko                                      | Szovjetunió                                   |
| Hardware Wars | Hardware Wars | Ernie Fosselius                                        | Amerikai Egyesült Államok                     |
| A ház hideg szíve | The Haunting | Robert Wise                                            | Egyesült Királyság                            |
| Kőszív | Das kalte Herz | Paul Verhoeven                                         | Kelet-Németország                             |
| Kísértetkastély Spessartban | Das Spukschloß im Spessart | Kurt Hoffmann                                          | Nyugat-Németország                            |
| A hihetetlenül zsugorodó ember | The Incredible Shrinking Man | Jack Arnold                                            | Amerikai Egyesült Államok                     |
| Csökke-nő | The Incredible Shrinking Woman | Joel Schumacher                                        | Amerikai Egyesült Államok                     |
| A láthatatlan ember | The Invisible Man | James Whale                                            | Amerikai Egyesült Államok                     |
| A láthatatlan ember visszatér | The Invisible Man Returns | Joe May                                                | Amerikai Egyesült Államok                     |
| A láthatatlan asszony | The Invisible Woman | Edward Sutherland                                      | Amerikai Egyesült Államok                     |
| Invisible Agent | Invisible Agent | Edwin L. Marin                                         | Amerikai Egyesült Államok                     |
| Elveszett lelkek szigete | Island of Lost Souls | Erle C. Kenton                                         | Amerikai Egyesült Államok                     |
| Bolond, bolond világ | It's a Mad, Mad, Mad, Mad World                                                                                                   | Stanley Kramer                                         | Amerikai Egyesült Államok                     |
| Az aranygyapjú legendája | Jason and the Argonauts | Don Chaffey                                            | Amerikai Egyesült Államok, Egyesült Királyság |
| Utazás az őskorba | Cesta do praveku | Karel Zeman                                            | Csehszlovákia                                 |
| Az elveszett világ | The Lost World | Harry O. Hoyt                                          | Amerikai Egyesült Államok                     |
| Elvarázsolt búzaszem | Волшебное зерно | Fyodor Filippov, Valentin Kadochnikov                  | Szovjetunió                                   |
| Ember a felvevőgéppel | Человек с киноаппаратом | Dziga Vertov                                           | Szovjetunió                                   |
| Marry Poppins | Marry Poppins | Robert Stevenson                                       | Amerikai Egyesült Államok                     |
| Metropolis | Metropolis | Fritz Lang                                             | Németország                                   |
| A rejtelmes sziget | The Mysterious Island | Lucien Hubbard, Maurice Tourneur, Benjamin Christensen | Amerikai Egyesült Államok                     |
| Novyy Gulliver | Новый Гулливер | Aleksandr Ptushko                                      | Szovjetunió                                   |
| Operation Undersea | Operation Undersea | Winston Hibler, Hamilton Luske                         | Amerikai Egyesült Államok                     |
| Orfeusz | Orphée | Jean Cocteau                                           | Franciaország                                 |
| Poltergeist – Kopogó szellem | Poltergeist | Tobe Hooper                                            | Amerikai Egyesült Államok                     |
| San Francisco | San Francisco | W. S. Van Dyke                                         | Amerikai Egyesült Államok                     |
| Serials: Fliegende Helden und qualmende Raumschiffe (sci-fi rövidfilmek, amiknek része volt a Flash Gordon Conquers the Universe) | Serials: Fliegende Helden und qualmende Raumschiffe (sci-fi rövidfilmek, amiknek része volt a Flash Gordon Conquers the Universe) | Ford Beebe, Ray Taylor és további rendezők             | Amerikai Egyesült Államok                     |
| Silent Running | Silent Running | Douglas Trumbull                                       | Amerikai Egyesült Államok                     |
| The Son of Kong | The Son of Kong | Ernest B. Schoedsack                                   | Amerikai Egyesült Államok                     |
| Őrjárat a kozmoszban – Az Orion űrhajó fantasztikus kalandjai                                                                     | Raumpatrouille – Die phantastischen Abenteuer des Raumschiffes Orion                                                              | Theo Mezger                                            | Nyugat-Németország                            |
| Star Wars IV. rész – Egy új remény                                                                                                | Star Wars | George Lucas                                           | Amerikai Egyesült Államok, Egyesült Királyság |
| A prágai diák | Der Student von Prag | Stellan Rye                                            | Németország                                   |
| Három fantom | Sylvie et le fantôme | Claude Autant-Lara                                     | Franciaország                                 |
| Synthetischer Film | Synthetischer Film | Helmut Herbst                                          | Nyugat-Németország                            |
| Orfeusz végrendelete | Le testament d'Orphée | Jean Cocteau                                           | Franciaország                                 |
| Mi lesz holnap? | Things to Come | William Cameron Menzies                                | Egyesült Királyság                            |
| This Island Earth | This Island Earth | Joseph Newman, Jack Arnold                             | Amerikai Egyesült Államok                     |
| Tommy | Tommy | Ken Russell                                            | Egyesült Királyság                            |
| Botrány a túlvilágon | Topper Returns | Roy Del Ruth                                           | Amerikai Egyesült Államok                     |
| Universe | Universe | Colin Low, Roman Kroitor                               | Kanada                                        |
| Világok háborúja | The War of the Worlds | Byron Haskin                                           | Amerikai Egyesült Államok                     |
| Óz, a csodák csodája | The Wizard of Oz | Victor Fleming                                         | Amerikai Egyesült Államok                     |
| Igaz mese a Grimm testvérekről | The Wonderful World of the Brothers Grimm                                                                                         | Henry Levin, George Pal                                | Amerikai Egyesült Államok                     |

## Győztesek
- Arany Medve: 
  - Az asszony és az idegen (Rainer Simon)
  - Wetherby (David Hare)
- Zsűri Nagydíja: Szirmok, virágok, koszorúk (Lugossy László
- Ezüst Medve díj a legjobb rendezőnek: Robert Benton (Hely a szívemben)
- Ezüst Medve díj a legjobb színésznőnek: Jo Kennedy (Wrong World)
- Ezüst Medve díj a legjobb színésznek: Fernando Fernán Gómez (Stico)
- Ezüst Medve díj egyedülálló teljesítményért: Tolomush Okeyev (A fehér párduc ivadékai)
- Ezüst Medve díj a kiemelkedő művészi teljesítményért: Ronja, a rabló lánya
- Tiszteletbeli említés: 
  - Damiano Damiani (Pizza Connection)
  - A gyermekek
  - Tarık Akan (Pehlivan)
- FIPRESCI-díj
  - Tōkyō saiban (Masaki Kobayashi)

## Fordítás
- Ez a szócikk részben vagy egészben  a(z)   35th Berlin International Film Festival című angol Wikipédia-szócikk fordításán alapul.  Az eredeti cikk szerkesztőit annak laptörténete sorolja fel. Ez a jelzés csupán a megfogalmazás eredetét és a szerzői jogokat jelzi, nem szolgál a cikkben szereplő információk forrásmegjelöléseként.